# Іван Юркович
Його Високопреосвященство Іва́н Ю́ркович (словен. Ivan Jurkovič, 1952, громада Кочев'є) — римо-католицький архієпископ, ватиканський дипломат, Апостольський Нунцій в Канаді (з 2021). До того Апостольський Нунцій в Україні у 2004—2011 рр., Апостольський Нунцій у Російській Федерації (2011—2016) року, Апостольський Нунцій в Узбекистані (2011—2016).

## Життєпис
Народився 10 червня 1952 року в Словенії. У 1978 закінчив Теологічні студії, Папську Церковну Академію (1984), Доктор канонічного права (1988). Його Високопреосвященство володіє італійською, англійською, російською, іспанською, німецькою, французькою та українською мовами.
29 червня 1977 — рукоположений на священика.
З 1 травня 1984 — року розпочав дипломатичну службу при Святому Престолі.
З 1984 по 1988 — Секретар Апостольської Нунціатури у Південній Кореї.
З 1988 по 1992 — Аудитор Апостольської Нунціатури в Колумбії.
З 1992 по 1996 — Радник Представництва Святого Престолу в Російській Федерації.
З 1993 по 1996 — Під час свого перебування в Москві Його Високопреосвященство Іван Юркович викладав канонічне право у Коледжі Католицького Богослов'я імені Святого Томи Аквінського.
З 1996 по 2004 — Радник у Державному Секретаріаті з питань Організації з Безпеки та Співробітництва в Європі (ОБСЄ).
22.04.2004 — призначений Апостольським Нунцієм в Україні.
16.06.2004 — вручив вірчі грамоти Президенту України Леоніду Кучмі.
19 лютого 2011 р. папа Римський Бенедикт XVI призначив архієпископа Івана Юрковича Апостольським Нунцієм у Російській Федерації, а 22 липня 2011 року — також Апостольським Нунцієм в Узбекистані. 14 липня 2011 року архієпископ Юркович вручив вірчі грамоти Президенту Російської Федерації Дмитру Медведєву.
Є Почесним Конвентуальним Капеляном Великого Хреста Суверенного Військового Ордену Госпітальйєрів Святого Йоана Єрусалимського, Родоського та Мальтійського.

### Науковий доробок
Праці: «Канонічне право про шлюб» (Москва, 1993), «Канонічне право про Божий народ» (Москва, 1993), «Латинсько-російський словник термінів та висловів Кодексу Канонічного Права» (спільно з А. Ковалем, Москва, 1995), «Канонічне право про Божий народ та про шлюб» (друге видання, Москва, 2000 рік).

### Відзнаки
Предстоятель Української Православної Церкви (Московського Патріархату) Блаженніший Володимир (Сабодан) 12 березня 2011 нагородив архиєпископа Івана Юрковича орденом Української Православної Церкви Святого Рівноапостольного Князя Володимира ІІ ступеня.